# Коштовність
Коштовність — термін, широко використовуваний в побуті і в літературі для вказівки на матеріальну і культурну цінність предмета і духовну сутність людини. Коштовності можуть виступати як дорога річ, наприклад, ювелірні вироби, предмет важливого історичного та суспільного значення, то що видається особливо дорогим і пам'ятним для кого-небудь, є талановитим, самобутнім, відрізняється необхідними для культури якостями, властивостями.
Багато видатних особистостей різних епох з поняттям коштовність ототожнювали:
- Час (Теофаст, Б. Франклін, Ж. Руссо, Т. Манн, В. Моем);
- Людину, відданого друга (Софокл, Ф. Гвіччардіні, Т. Карлейль);
- Знання (Ф. Аквінський);
- Правду (В. Черчилль);
- Талант (І. Гончаров);
- Красу (Ф. Бекон);
- Любов (М. Твен, Е. Ландерс);
- Дар мислення (Е. Толле).

## Коштовність як ім'я
В Китаї поняття «коштовність» дуже часто зустрічається в жіночих іменах. Наприклад, китайське слово Чжень. При виборі імені під «коштовністю» маються на увазі властиві йому якості - краса, багатство і довговічність.

## В буддизмі
В буддизмі присутні три коштовності, що символізують буддійську Триаду - Будду,
Дхарму (знання) і Сангху (громаду буддійських ченців і черниць).

## Див. Також
- Діамант
- Дорогоцінне каміння